# NGC 387

NGC 387

NGC 387 هي مجرة تتبع كوكبة الحوت. اكتشفها Lawrence Parsons, 4th Earl of Rosse ‏ في 10 ديسمبر 1873.

## روابط خارجية
- NGC 387 على موقع ويكي سكاي: DSS2, SDSS, GALEX, IRAS, Hydrogen α, X-Ray, Astrophoto, Sky Map, Articles and images